# Historia del uniforme del Real Balompédica Linense
Con motivo del centenario del club, durante ese año la Balona presentó una indumentaria que recordaba a la que usó el equipo a mediado de los años 1920. Esta equipación fue usada en los partidos de casa y suprimía las rayas negras y blancas por el lado derecho de la camisola entero de color negro y el lado izquierdo, de color blanco. El fabricante actual es la empresa italiana Hummel y desde la temporada 2018-19 los patrocina la empresa española de relojes Lotus.
La Indumentaria de la Balona es la utilizada por sus jugadores en todas las competiciones, desde el primer equipo hasta los alevines, como también el equipo femenino.
- Uniforme titular: Camiseta blanquinegra a rayas verticales, pantalón y medias negras.
- Uniforme suplente: Camiseta arena con franja vertical marrón y negra en la parte izquierda, pantalón blanco y medias negras.
- Uniforme alternativo: Ha tenido varios colores como diseños, actualmente se compone de Camiseta rosa con rayado vertical negro, pantalón y medias negras.

## Primera equipación
| 1912/13 | 1982/83 | 1984/85 | 1988/89 | 1989/90 | 1990/91 | 1991/92 | 2005/06 | 2007/08 | 2008/09 |

| 2009/10 | 2010/11 | 2011/12 | 2012/13 | 2013/14 | 2014/15 | 2015/17 | 2017/18 | 2018/19 | 2019/20 |

| 2020/21 | 2021/22 | 2022/23 | 2023/24 | 2024/25 | 2025/26 |

## Segunda equipación
| 2008/09 | 2017/18 | 2018/20 | 2020/21 | 2021/22 | 2022/23 | 2023/24 | 2024/25 |

## Tercera equipación
| 2017/18 | 2018/20 | 2020/21 | 2021/22 | 2022/23 | 2023/24 | 2024/25 |

## Proveedores y patrocinadores

### Proveedores y patrocinadores
| Periodo       | Proveedor | Patrocinador |
| ------------- | --------- | ------------ |
| 2009–2012     |           |              |
| 2012–2013     | IEN       |              |
| 2013–2014     |           |              |
| 2014–2017     | Plagasur  |              |
| 2017-2018     |           |              |
| 2018-2024     |           |              |
| 2024-presente |           |              |